# Rotfallets naturreservat
Rotfallets naturreservat är ett 17 hektar stort naturreservat i Heby kommun i Uppsala län. Området är naturskyddat sedan 2003 och består av sumpskog av tall och gran.